# Victorious (The Perishers)
Victorious è il terzo album dei The Perishers, pubblicato il 4 settembre 2007.

## Tracce
Tutte le canzoni sono state scritte da Ola Klüft e i The Perishers
1. Midnight Skies – 4:35
2. Never Bloom Again – 2:19
3. Carefree – 3:14
4. My Own – 2:44
5. Victorious – 3:11
6. Come Out of the Shade – 3:59
7. Best Friends – 4:42
8. Almost Pretty – 4:26
9. Is It Over Now? – 2:36
10. To Start a New – 3:44
11. 8AM Departure – 4:36
12. Get Well Soon – 3:15